# Рела (име)
Рела (мађ. Rella), је женско име које се користи у мађарском језику, води порекло из енглеског језика (енгл. Aurea), које вуче корене и латинске речи аурус (лат. aureus), и има значење: злато. 
Сродна имена су Аурелија и Аура.

## Имендани
- 15. октобар.

## Варијације имена
- Аурачка (мађ. Aurácska),
- Аурика (мађ. Aurika),
- Рели.